# داکسینگ
داکسینگ (انگلیسی: Doxing) (برگرفته از «داکس» (به انگلیسی: dox) مخفف documents به معنی اسناد)، عمل تحقیق و نشر دادن عمومی اطلاعات شخصی یا اطلاعات شناسایی کننده (به‌ویژه اطلاعاتی که منجر به شناسایی افراد می‌شود) دربارهٔ یک فرد یا سازمان است که بر مبنای اینترنت انجام می‌گیرد. روش‌های مورد استفاده برای به دست آوردن این اطلاعات شامل جستجوی پایگاه داده‌های عمومی در دسترس و وب سایت‌های رسانه‌های اجتماعی (مانند فیس بوک)، هک کردن و مهندسی اجتماعی است. این کار ارتباط نزدیکی با کیفرستانی اینترنتی و هکتیویسم دارد.
داکسینگ ممکن است به دلایل مختلف از جمله وارد آوردن صدمه، آزار و اذیت، شرمگین ساختن آنلاین، اخاذی، اجبار، تحلیل کسب و کار، تجزیه و تحلیل ریسک، کمک به اجرای قانون یا گونه‌های کیفرستانانه دادگستری انجام شود.

## ریشه‌شناسی
"داکسینگ" نوواژه ای است که در طول تاریخ کوتاه خود تکامل یافته‌است. این واژه از تغییر املایی مخفف "داکس" (به انگلیسی: docs) (به معنای "اسناد") نشات می‌گیرد می‌شود و به "گردآوری و انتشار پرونده ای از اطلاعات شخصی از کسی" گفته می‌شود. در اصل، داکسینگ آشکار و عمومی کردن سوابق شخصی است که قبلاً خصوصی بود یا به دست آوردن آن دشوار بود.